# Doughboy

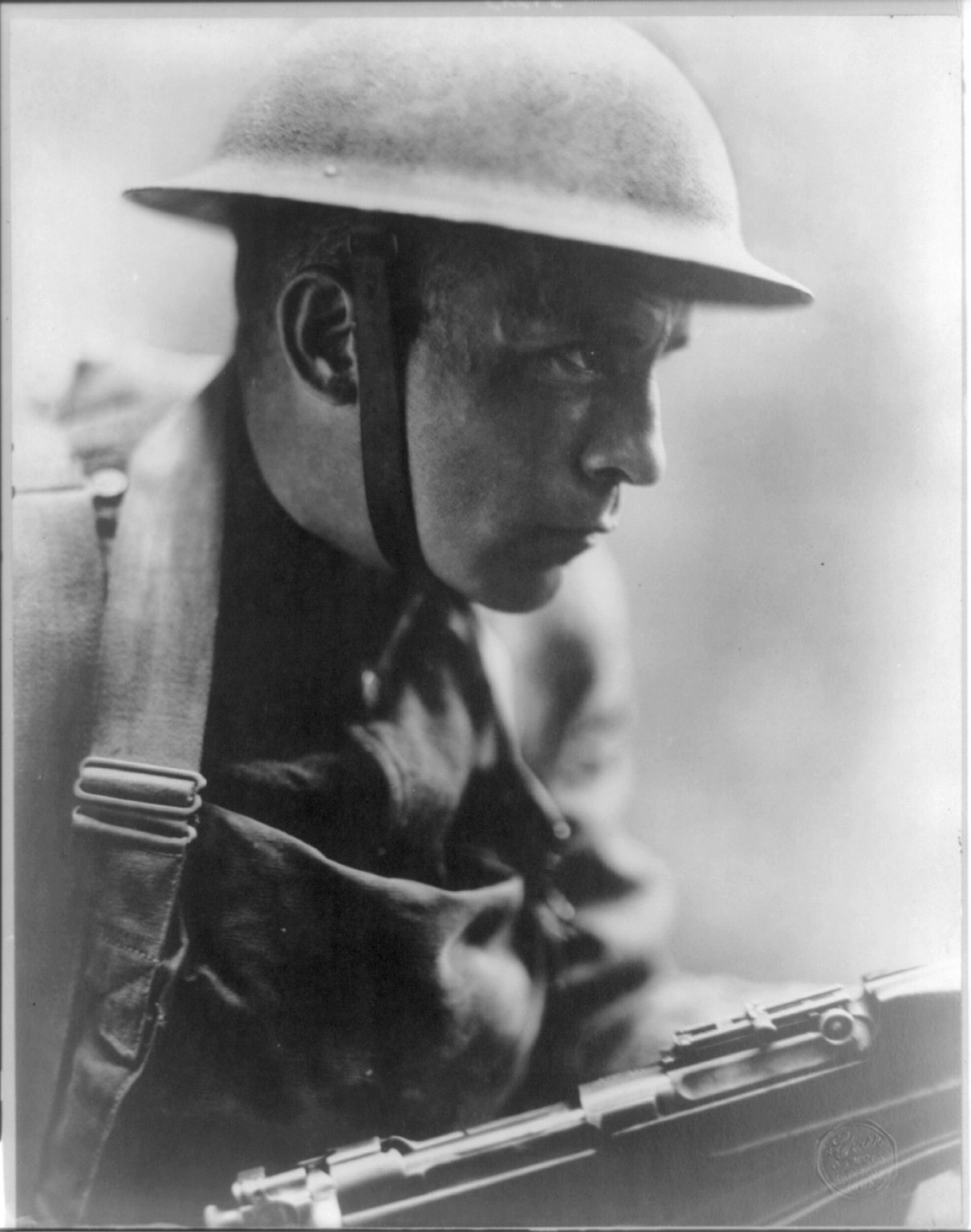
"Over the top" - retrato de um doughboy em ordem de combate completa.

Doughboy era um apelido muito popular para o soldado de infantaria americano durante a Primeira Guerra Mundial. Embora as origens do termo não sejam certas, o apelido ainda estava em uso a partir do início dos anos 1940. Exemplos incluem a música de 1942 "Johnny Doughboy Found a Rose in Ireland", gravada por Dennis Day, Kenny Baker e Kay Kyser, entre outros; o filme musical de 1942, Johnny Doughboy; e o personagem "Johnny Doughboy" no quadrinho Military Comics. Foi gradualmente substituído durante a Segunda Guerra Mundial por "G.I."
O Tenente-Coronel John George, um oficial do exército que escreveu um livro de memórias de combate autobiográfico no pós-guerra, em maio de 1947, usou livremente o termo Doughboy para descrever a si mesmo e seus companheiros de infantaria do Exército dos EUA.

## Etimologia
As origens do termo não são claras. A palavra estava em ampla circulação um século antes, tanto na Grã-Bretanha quanto na América, embora com significados diferentes. Os marinheiros do Almirante Horatio Nelson e os soldados do Duque de Wellington na Espanha, por exemplo, estavam familiarizados com bolinhos de farinha frita chamados "doughboys", o precursor do donut moderno. Independentemente, nas antigas colônias, o termo passou a ser aplicado aos jovens aprendizes dos padeiros, isto é, "garotos de massa" ("dough-boys"). Em Moby-Dick (1851), Herman Melville apelidou o tímido comissário de bordo "Doughboy".

## História

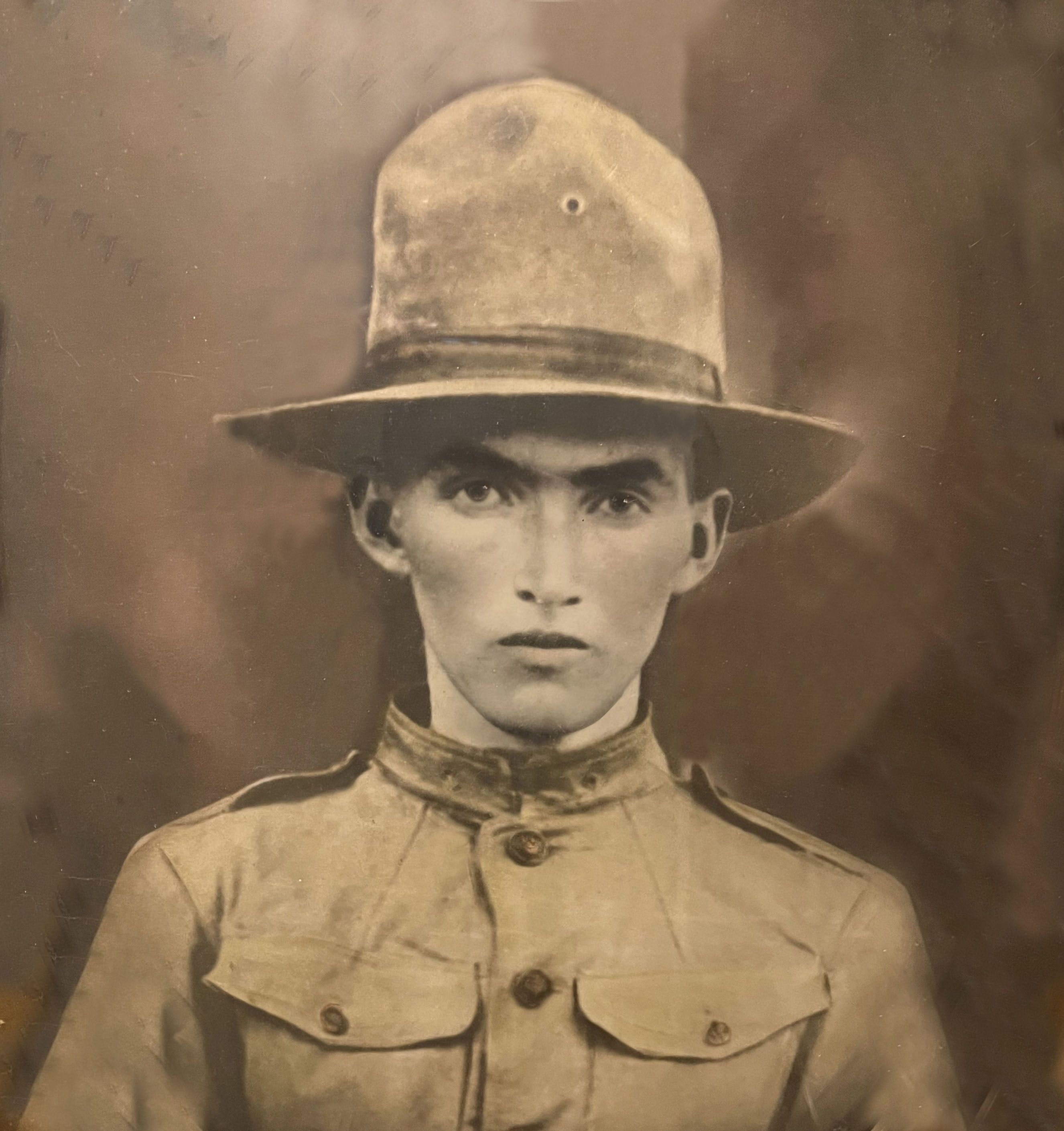
Foto colorida da Primeira Guerra Mundial de um Doughboy muito jovem.

Doughboy como aplicado à infantaria do Exército dos EUA aparece pela primeira vez em relatos da Guerra Mexicano-Americana de 1846-1848, sem qualquer precedente que possa ser documentado. O Tenente Dana, um soldado de infantaria nesta guerra, escreveu em uma carta postada durante a campanha: "Nós, 'doughboys', tivemos que esperar que a artilharia trouxesse suas carroças." Chamberlain, um dragão montado a cavalo também na Guerra Mexicano-Americana, escreveu em suas memórias anos depois: "Nenhum homem de qualquer espírito e ambição se juntaria aos 'Doughboys' e partiria a pé." Várias teorias foram apresentadas para explicar esse uso:
- Cavaleiros usavam o termo para ridicularizar soldados de infantaria, porque os botões de latão em seus uniformes pareciam bolinhos de massa ou bolos de massa chamados "doughboys",[5][11] ou por causa da farinha ou argila de cachimbo que os soldados usavam para polir cintos brancos.[11][12]
- Os observadores notaram que as forças de infantaria dos EUA estavam constantemente cobertas de pó calcário da marcha pelo terreno seco do norte do México, dando aos homens a aparência de massa não cozida ou os tijolos de barro da área conhecida como adobe, com "adobe" transformado em "doughboy".[12]
- O método dos soldados de cozinhar rações de campanha das décadas de 1840 e 1850 em misturas de farinha e arroz pastosas cozidas nas cinzas de uma fogueira. Isso não explica por que apenas os soldados de infantaria receberam a denominação.[12]

Uma explicação oferecida para o uso do termo na Primeira Guerra Mundial é que voluntárias do Exército de Salvação do sexo feminino foram à França para cozinhar milhões de donuts e trazê-los para as tropas na linha de frente, embora essa explicação ignore o uso do termo na guerra anterior. Uma explicação jocosa para a origem do termo foi que, na Primeira Guerra Mundial, os doughboys foram "amassados" em 1914, mas não cresceram até 1917.

### Idade mediana
Na Primeira Guerra Mundial, os doughboys eram muito jovens, geralmente adolescentes. A idade média de um doughboy na Primeira Guerra Mundial era inferior a 25 anos; 57% dos doughboys tinham menos de 25 anos e jovens de dezessete anos também se alistaram para lutar na Primeira Guerra Mundial.

## Monumentos e memoriais
Uma escultura popular, produzida em massa, da década de 1920, chamada Spirit of the American Doughboy, mostra um soldado americano em uniforme da Primeira Guerra Mundial.